# Vincent-Froideville
Vincent-Froideville – gmina we Francji, w regionie Burgundia-Franche-Comté, w departamencie Jura. W 2013 roku liczba ludności na terenie obecnej gminy wynosiła 391 mieszkańców.
Gmina została utworzona 1 kwietnia 2016 roku z połączenia dwóch wcześniejszych gmin: Vincent oraz Froideville. Siedzibą gminy została miejscowość Vincent.